# Jaime Arrascaita
Jaime Dario Arrascaita Iriondo, né le 2 septembre 1993 à La Paz, est un footballeur international bolivien qui évolue au poste de milieu de terrain.

## Carrière
En 2011, Arrascaita s'engage avec le Club Bolívar avec qui il remporte le tournoi Clausura 2013. À la suite de ce titre, il est repéré par Xabier Azkargorta, le sélectionneur de l'équipe nationale, qui l'appelle pour la rencontre amicale face au Venezuela le 15 août 2013. Il marque son premier but en sélection face à l'Équateur lors des éliminatoires de la Coupe du monde de football 2014.

## Palmarès
- Vainqueur du Tournoi Clausura 2013 avec le Club Bolívar